# Аккар, Полин
Полин Аккар (фр. Pauline Acquart; род. 17 декабря 1992) — французская актриса.

## Биография
Наиболее известна одной из главных ролей в культовом фильме 2007 года «Водяные лилии», в котором она сыграла свою первую и самую успешную роль — Мари. Интересно, что попала на съемочную площадку Полин случайно — в 2006 году директор фильма по кастингу заметила её в Люксембургском саду и это определило судьбу девушки.
Аккар снималась в большом кино, короткометражках и клипе группы «Мориарти». Также выступила с театральным дебютом (2010).

## Фильмография
- 2007 — Водяные лилии — Naissance des pieuvres — Мари
- 2010 — Край — La lisière — Элен
- 2011 — Молчание Жанны — Jeanne captive — дочь плотника
- 2011 — Без звука (короткометражка) — Sans faire de bruit — Летиция
- 2012 — Кастинг (короткометражка) — Casting
- 2012 — Другая кровь (короткометражка) — L’autre sang — Доротея
- 2013 — Последствия — Les lendemains — Нану
- 2015 — Лос-фелис — Los feliz — Лидия
- 2016 — Скобки —Parenthèse — Полин
- 2016 — Ничему не рада — Jamais contente — Джессика
- 2018 — Волонтёр — Volontaire — угрюмая молодая девушка
- 2018 — Великие скелеты — Les Grands Squelettes